# Fort de l’Olive
Le fort de l’Olive est un ouvrage fortifié situé au sud de la commune de Névache dans le département des Hautes-Alpes. Construit à la fin du XIXe siècle, ce poste avancé de la place forte de Briançon devait assurer la surveillance du col de l'Échelle, du col des Acles et du col des Thures, contre d'éventuelles offensives italiennes.

## Description

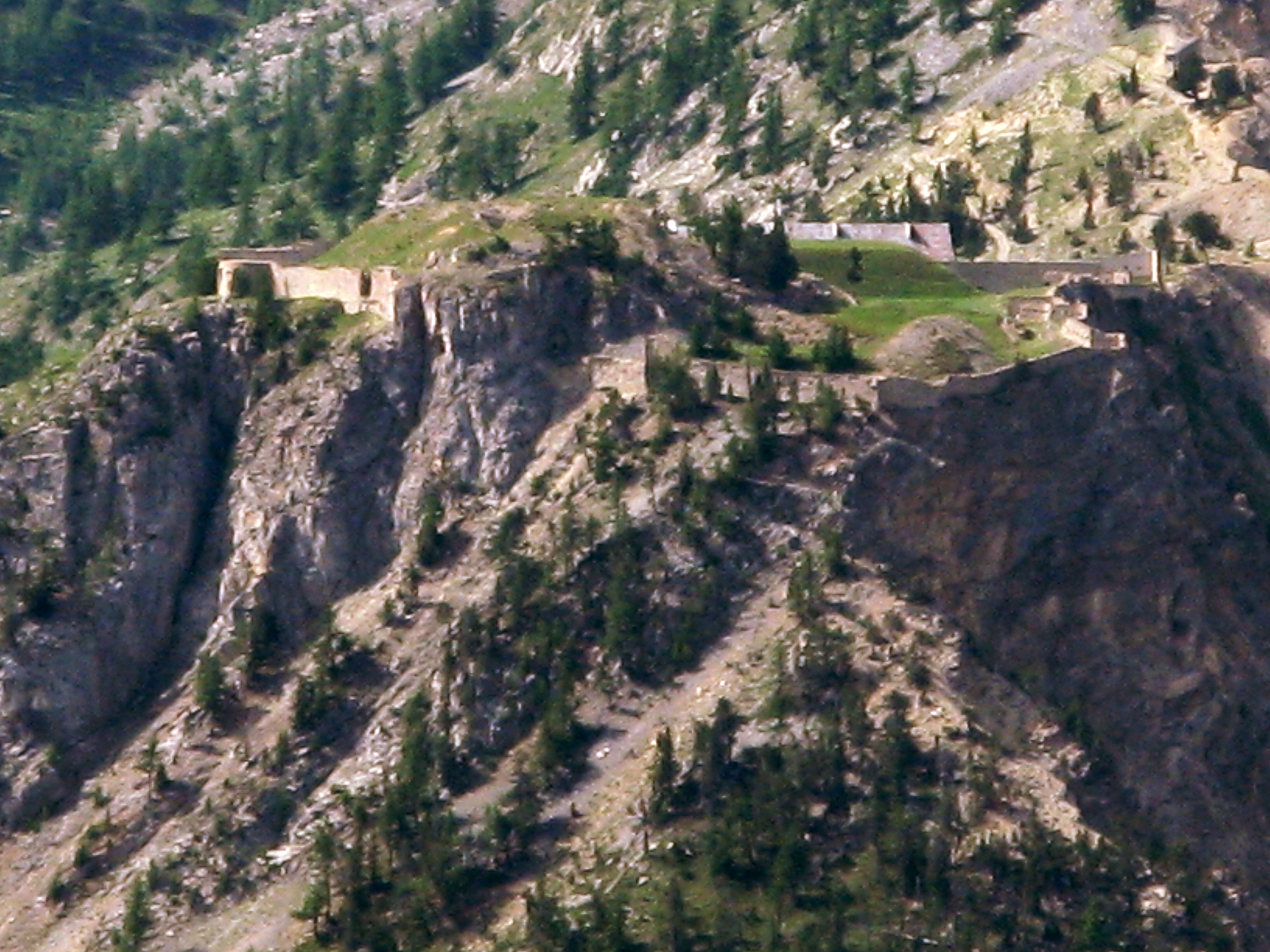
Le fort de l'Olive.

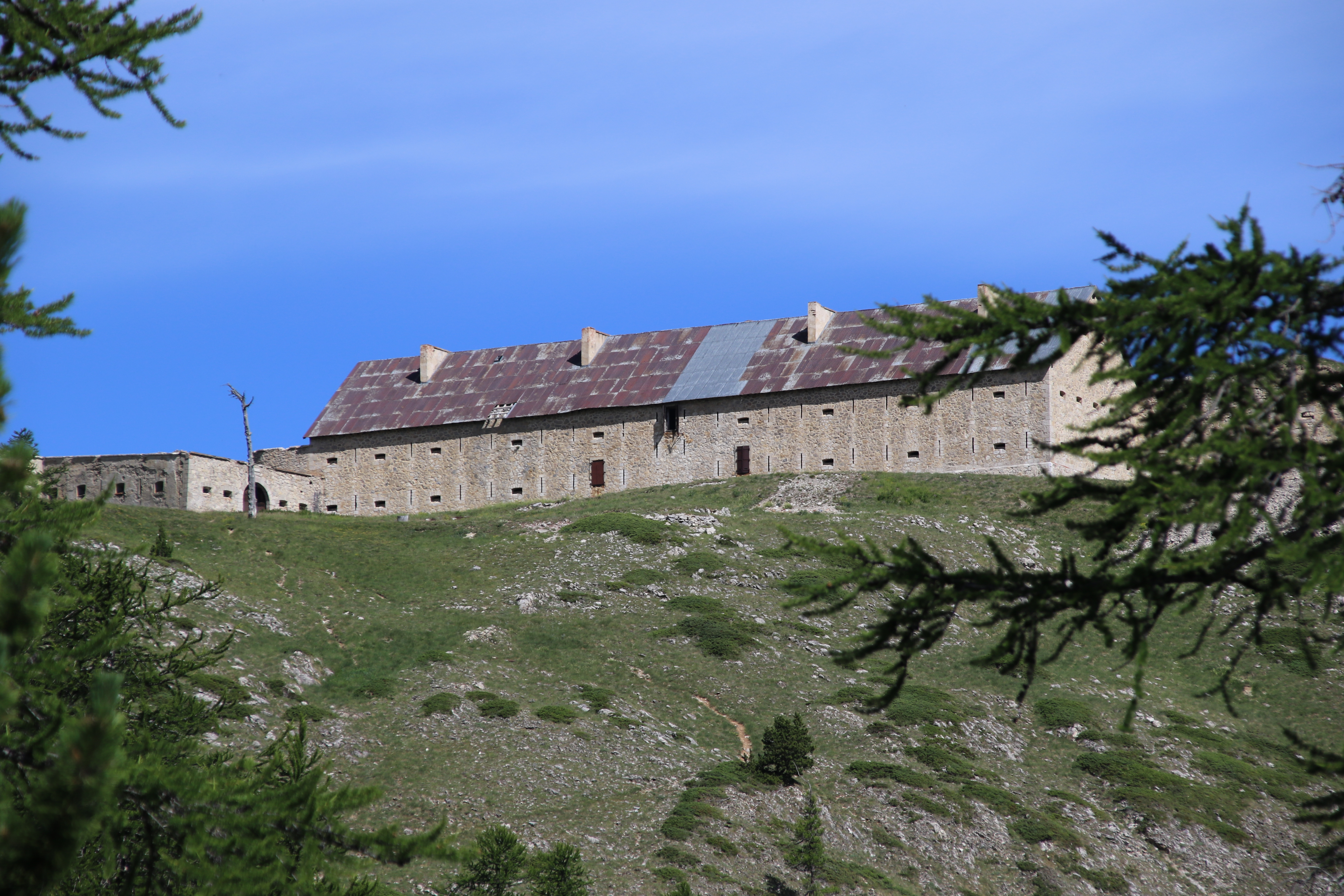
Vue sur le casernement de paix du fort de l'Olive.

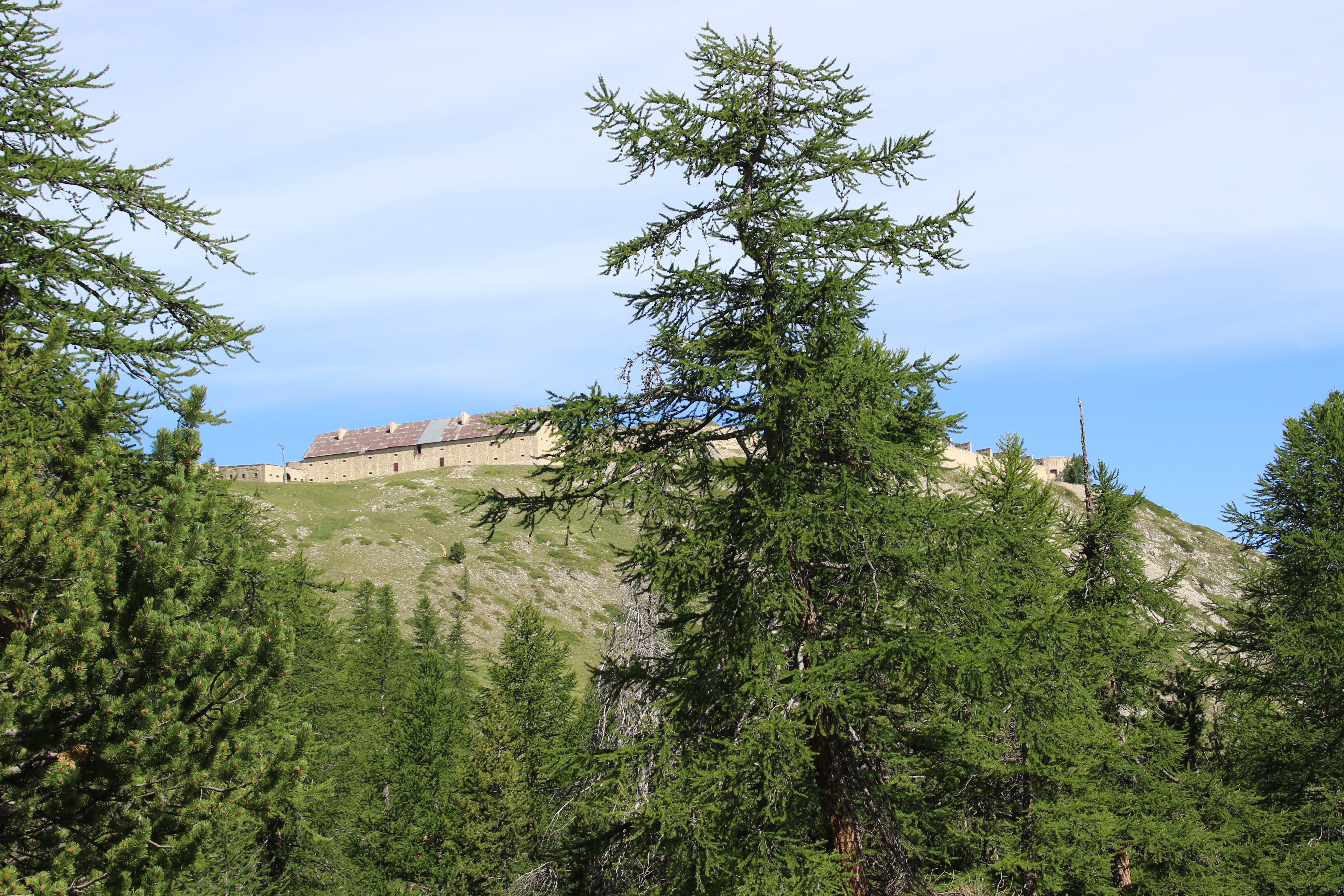
Vue générale du fort de l'Olive.

Il se situe à une altitude de 2 239 mètres, au-dessus de Plampinet, dans la vallée de la Clarée. On peut également y accéder par le col de Granon. Il avait une mission d'interdiction sur trois passages de la frontière : le plateau des Thures, le col de l'Échelle et le vallon des Acles. Il mettait en action une artillerie de six pièces de 95 mm et 120 mm, ce qui paraît sous-dimensionnée pour remplir ses missions.
C'est un fort Séré de Rivières de deuxième génération, de forme rectangulaire et  couvrant une surface de 2,5 ha. Il a une fonction de fort d’interdiction. La construction s'est déroulée en 1881-1882 ; la garnison prévue était de 143 hommes et 14 pièces de 120 mm L modèle 1878. Troisième et dernier des forts, après ceux de la Croix-de-Bretagne et de l'Infernet, prévus par le général Séré de Rivières en 1874 pour « mettre Briançon à l'abri d'une insulte ». Il domine en escarpement rocheux à l’aplomb du hameau de Plampinet, en vis-à-vis de la frontière de 1860 qui, ici, dessine un coude. Il battait les débouchés du col de l'Échelle (1 779 m) et le col des Thures (2 194 m) ainsi que le col des Acles (2 212 m). Sa position dominante lui permettait en outre d'interdire toute pénétration dans la vallée de la Clarée, 800 m en contrebas.

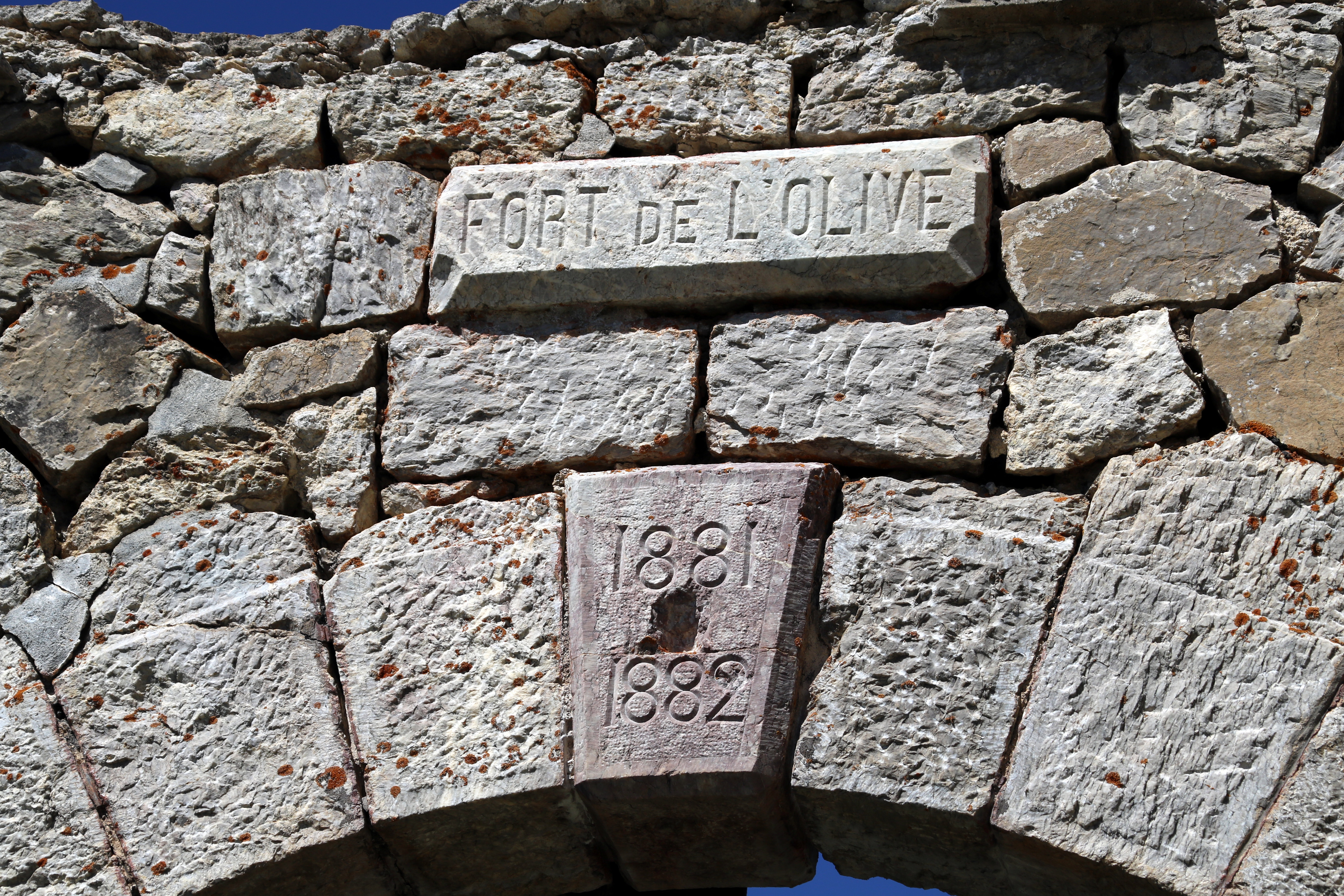
les dates de construction du fort.
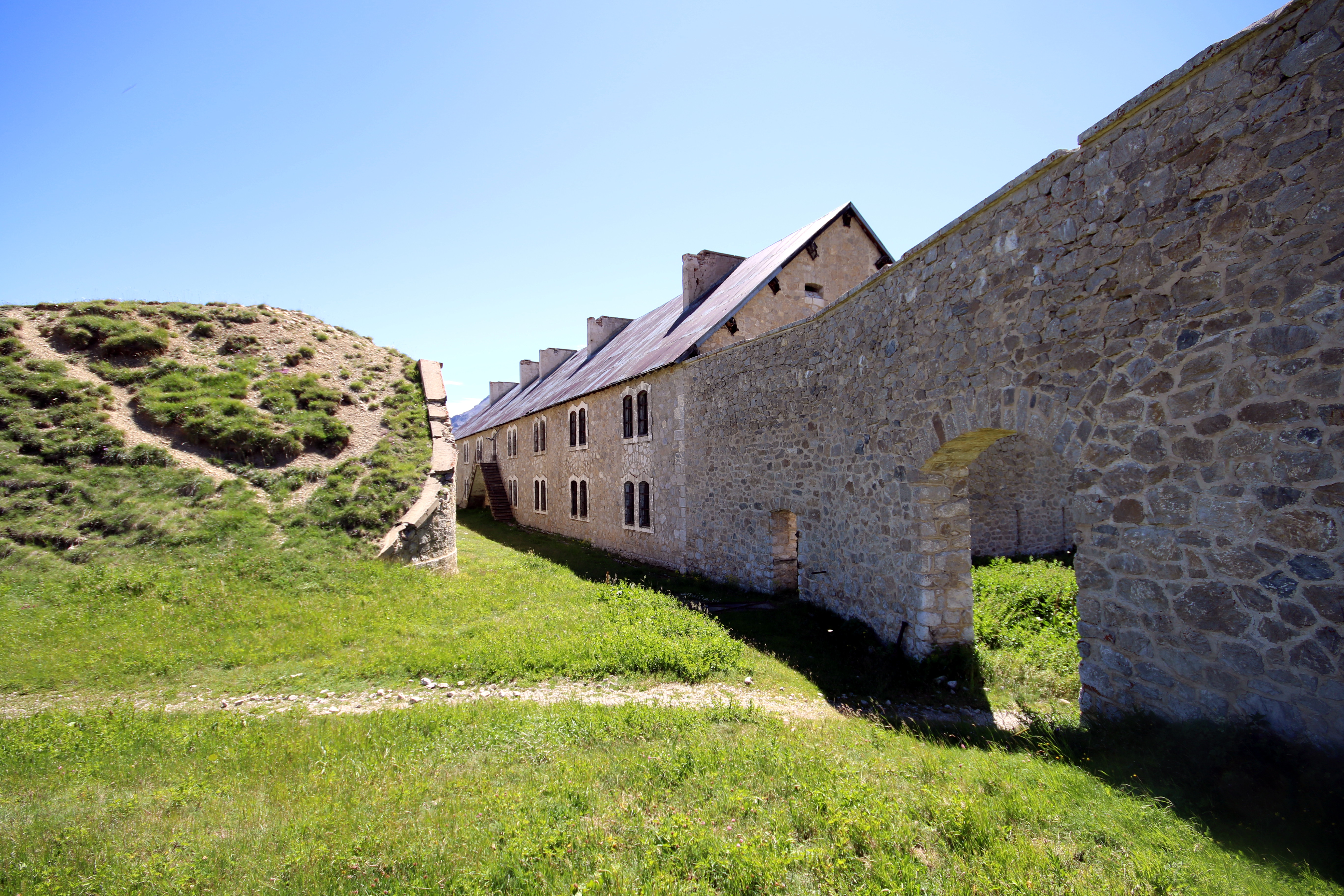
Les bâtiments du fort de l'Olive.
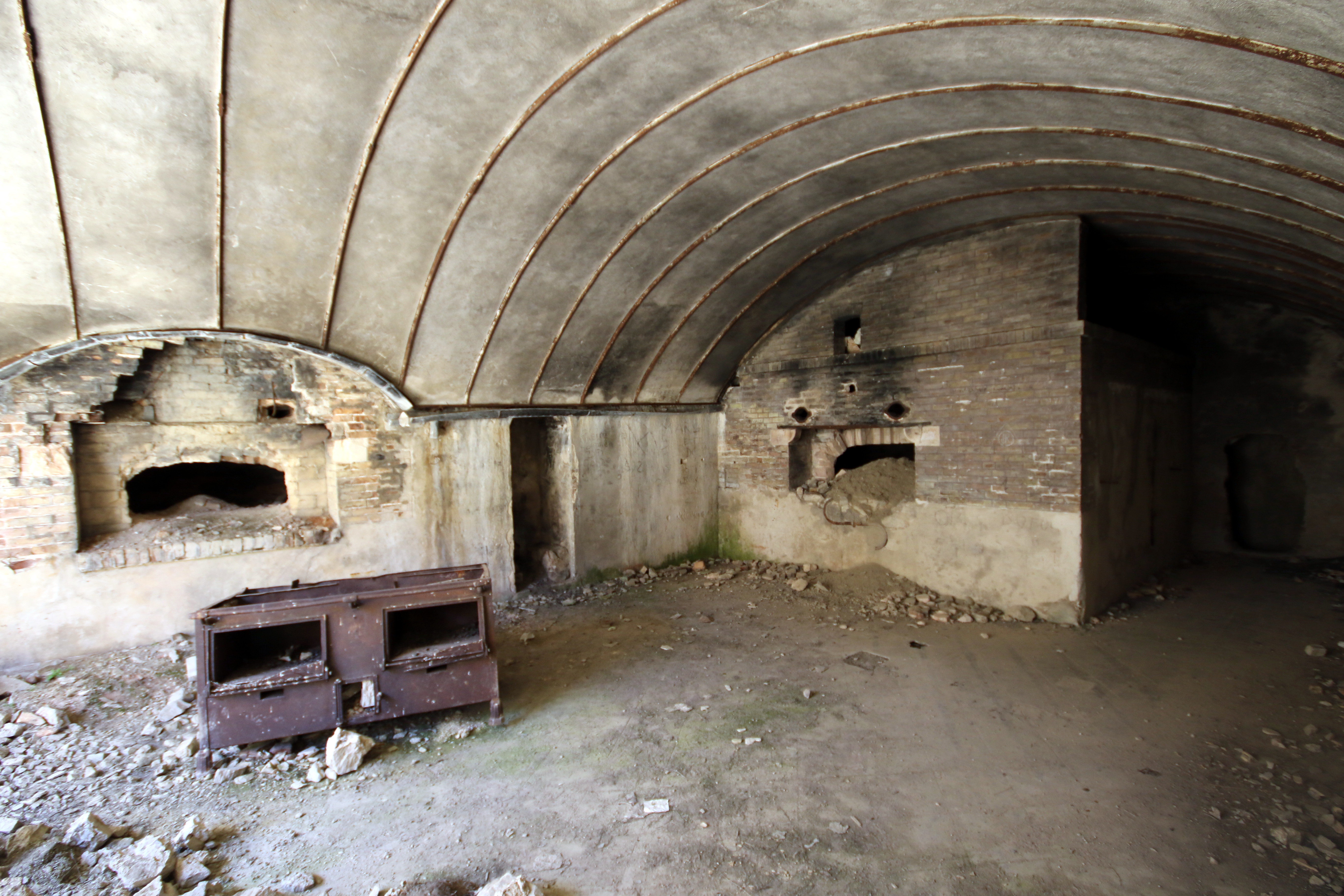
Le four à pain et le fourneau.

## Histoire

### L'accident du lieutenant Meyer
Être stationné au fort de l'Olive n'avait rien d'une partie de plaisir pour les militaires qui y étaient cantonnés. Les archives et la mémoire orale locale en conservent le souvenir.
Le 10 août 1887, le lieutenant François-Eugène Meyer, qui commandait le détachement du 22e régiment d'infanterie chargé d'occuper le fort de l'Olive, disparait subitement. Les recherches entreprises pour le retrouver restées vaines, le conseil de guerre de Grenoble le condamne, le 6 janvier 1888 à six mois de prison et à la destitution pour une absence supérieure à trois mois.
Le 28 août 1888, le 30e bataillon de chasseurs à pied quitte ses cantonnements au Monêtier-les-Bains pour en prendre de nouveaux à Plampinet en passant par divers cols. Passant sous le fort de l'Olive, un mulet est pris de panique et se précipita dans un ravin. Les soldats descendent jusqu'à l'endroit où se trouve le cadavre du mulet afin de récupérer sa charge, et y découvrent celui du lieutenant Meyer dont l'acte de décès fut dressé par le maire de Névache, le 3 septembre 1888. La condamnation du lieutenant fut annulée, à la demande du ministre de la Justice Edmond Guyot-Dessaigne, par la Cour de cassation, le 8 mai 1889.

### Modernisation dans les années 1930
Dans le cadre de la construction de la ligne Maginot du sud-est, le fort de l'Olive a été partiellement modernisé par la construction au tout début des années 1930 (les travaux sont terminés en 1934) par la MOM de deux casemates taillées dans le roc du versant nord, chacune prévue pour un canon de 75 mm modèle 1897 sur plate-forme Arbel, pour pouvoir tirer vers les cols de l'Échelle et des Thures. Les batteries-cavernes sont complétées par un abri en tôle métro et un observatoire MOM dans l'un des saillants de l'ancien fort. Un téléphérique à traction animale permettait, depuis le village de Plampinet, de ravitailler le fort.
Les pièces sont confiées à la 10e batterie du 154e RAP (le 154e régiment d'artillerie de position). Le fort est intégré au quartier Peyrolles (tenu par le 95e BCA, le 95e bataillon de chasseurs alpins) du sous-secteur Haute-Clarée – Guisane, du secteur fortifié du Dauphiné.
Après la Seconde Guerre mondiale, le fort a été utilisé comme champ de manœuvre pour le 159e RIA ainsi que pour le Centre national d'aguerrissement en montagne (CNAM).

### Cession à la commune de Névache
Par le décret no 2011-1321 du 18 octobre 2011, le premier ministre François Fillon a autorisé la cession à l’euro symbolique, au profit de la commune de Névache, des ensembles immobiliers domaniaux, reconnus inutiles par le ministère de la défense et des anciens combattants, suivants :
- fort de l’Olive ;
- ouvrage de l’Aiguille Noire et des Rochilles[5].